# Tvillinghirser
Tvillinghirser (Paspalum) är ett släkte av gräs. Tvillinghirser ingår i familjen gräs.

## Bildgalleri

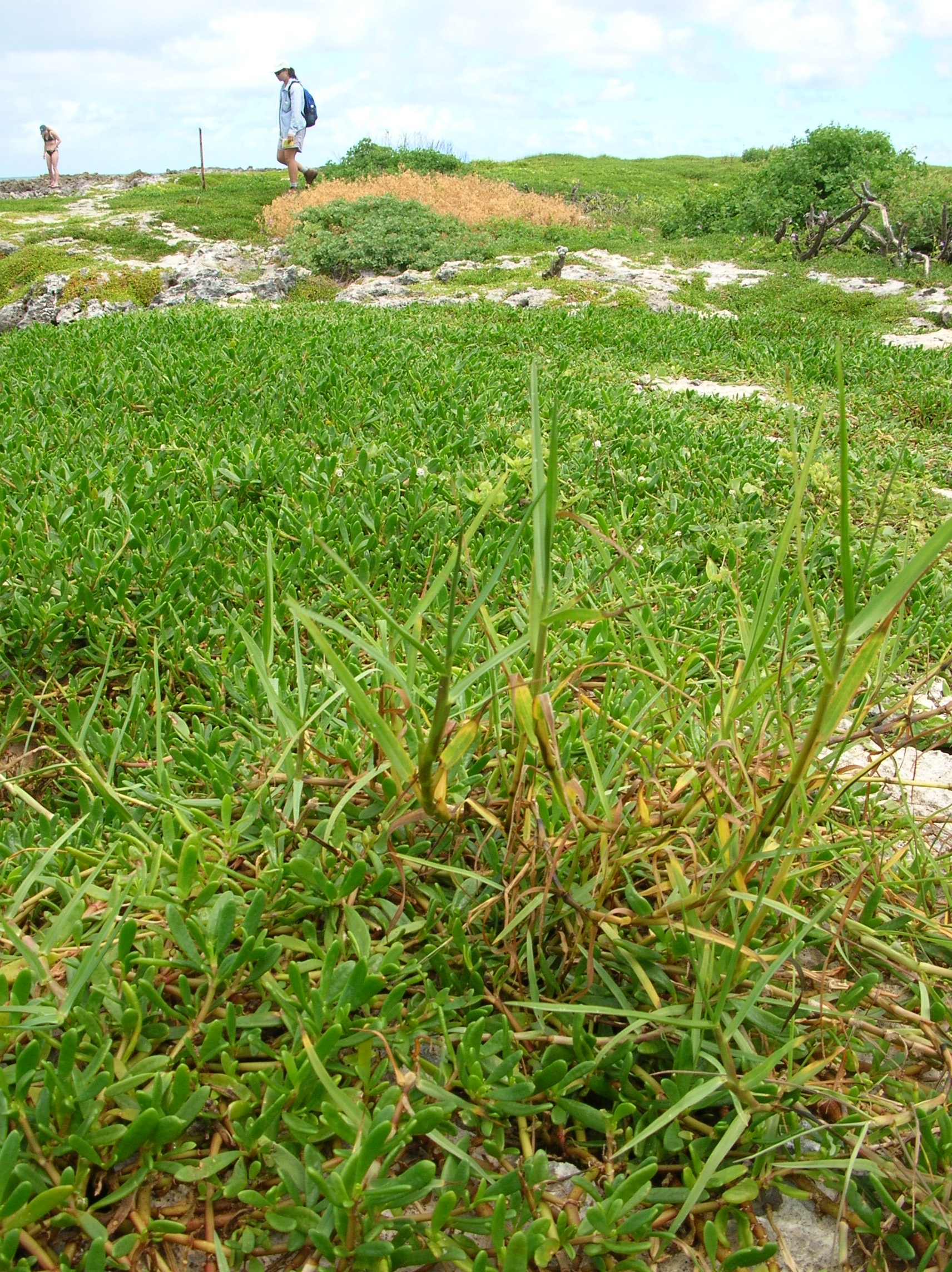

## Dottertaxa till Tvillinghirser, i alfabetisk ordning[1]
- Paspalum acuminatum
- Paspalum acutifolium
- Paspalum acutum
- Paspalum adoperiens
- Paspalum affine
- Paspalum albidulum
- Paspalum alcalinum
- Paspalum almum
- Paspalum alterniflorum
- Paspalum altsonii
- Paspalum ammodes
- Paspalum amphicarpum
- Paspalum anderssonii
- Paspalum apiculatum
- Paspalum approximatum
- Paspalum arenarium
- Paspalum arsenei
- Paspalum arundinaceum
- Paspalum arundinellum
- Paspalum aspidiotes
- Paspalum atabapense
- Paspalum atratum
- Paspalum azuayense
- Paspalum bakeri
- Paspalum barbinode
- Paspalum barclayi
- Paspalum batianoffii
- Paspalum bertonii
- Paspalum biaristatum
- Paspalum bifidifolium
- Paspalum bifidum
- Paspalum blodgettii
- Paspalum bonairense
- Paspalum bonplandianum
- Paspalum botteri
- Paspalum brachytrichum
- Paspalum breve
- Paspalum buchtienii
- Paspalum burchellii
- Paspalum burmanii
- Paspalum cachimboense
- Paspalum caespitosum
- Paspalum campinarum
- Paspalum canarae
- Paspalum candidum
- Paspalum capillifolium
- Paspalum carinatum
- Paspalum centrale
- Paspalum ceresia
- Paspalum chacoense
- Paspalum chaffanjonii
- Paspalum chaseanum
- Paspalum cinerascens
- Paspalum clandestinum
- Paspalum clavuliferum
- Paspalum comasii
- Paspalum commune
- Paspalum compressifolium
- Paspalum conduplicatum
- Paspalum conjugatum
- Paspalum conspersum
- Paspalum convexum
- Paspalum corcovadense
- Paspalum cordaense
- Paspalum cordatum
- Paspalum coryphaeum
- Paspalum costaricense
- Paspalum costellatum
- Paspalum crinitum
- Paspalum crispatum
- Paspalum crispulum
- Paspalum cromyorhizon
- Paspalum crustarium
- Paspalum culiacanum
- Paspalum cultratum
- Paspalum curassavicum
- Paspalum cymbiforme
- Paspalum dasypleurum
- Paspalum dasytrichum
- Paspalum decumbens
- Paspalum dedeccae
- Paspalum delavayi
- Paspalum delicatum
- Paspalum densum
- Paspalum denticulatum
- Paspalum difforme
- Paspalum dilatatum
- Paspalum dispar
- Paspalum dissectum
- Paspalum distachyon
- Paspalum distichum
- Paspalum distortum
- Paspalum divergens
- Paspalum durifolium
- Paspalum edmondii
- Paspalum ekmanianum
- Paspalum ellipticum
- Paspalum equitans
- Paspalum erectum
- Paspalum erianthoides
- Paspalum erianthum
- Paspalum eucomum
- Paspalum exaltatum
- Paspalum expansum
- Paspalum falcatum
- Paspalum fasciculatum
- Paspalum filgueirasii
- Paspalum filifolium
- Paspalum filiforme
- Paspalum fimbriatum
- Paspalum flaccidum
- Paspalum flavum
- Paspalum floridanum
- Paspalum formosum
- Paspalum forsterianum
- Paspalum galapageium
- Paspalum gardnerianum
- Paspalum geminiflorum
- Paspalum gemmosum
- Paspalum giganteum
- Paspalum glabrinode
- Paspalum glaucescens
- Paspalum glumaceum
- Paspalum goyanum
- Paspalum goyasense
- Paspalum gracielae
- Paspalum guaricense
- Paspalum guayanerum
- Paspalum guenoarum
- Paspalum guttatum
- Paspalum haenkeanum
- Paspalum hartwegianum
- Paspalum hatschbachii
- Paspalum haumanii
- Paspalum heterotrichon
- Paspalum hintonii
- Paspalum hirsutum
- Paspalum hirtum
- Paspalum hispidum
- Paspalum hitchcockii
- Paspalum humboldtianum
- Paspalum hyalinum
- Paspalum imbricatum
- Paspalum inaequivalve
- Paspalum inconstans
- Paspalum indecorum
- Paspalum insulare
- Paspalum intermedium
- Paspalum ionanthum
- Paspalum jaliscanum
- Paspalum jesuiticum
- Paspalum jimenezii
- Paspalum juergensii
- Paspalum killipii
- Paspalum lachneum
- Paspalum lacustre
- Paspalum laeve
- Paspalum lamprocaryon
- Paspalum lanciflorum
- Paspalum langei
- Paspalum latipes
- Paspalum laxum
- Paspalum lentiginosum
- Paspalum leptachne
- Paspalum ligulare
- Paspalum lilloi
- Paspalum lindenianum
- Paspalum lineare
- Paspalum loefgrenii
- Paspalum longiaristatum
- Paspalum longicuspe
- Paspalum longifolium
- Paspalum longipedunculatum
- Paspalum longipilum
- Paspalum longum
- Paspalum macranthecium
- Paspalum macrophyllum
- Paspalum maculosum
- Paspalum madorense
- Paspalum malacophyllum
- Paspalum malmeanum
- Paspalum mandiocanum
- Paspalum maritimum
- Paspalum marmoratum
- Paspalum mayanum
- Paspalum melanospermum
- Paspalum microstachyum
- Paspalum millegranum
- Paspalum minarum
- Paspalum minus
- Paspalum modestum
- Paspalum molle
- Paspalum monostachyum
- Paspalum morichalense
- Paspalum motembense
- Paspalum multicaule
- Paspalum multinervium
- Paspalum multinodum
- Paspalum mutabile
- Paspalum nanum
- Paspalum nelsonii
- Paspalum nesiotes
- Paspalum nicorae
- Paspalum niquelandiae
- Paspalum notatum
- Paspalum nudatum
- Paspalum nummularium
- Paspalum nutans
- Paspalum oligostachyum
- Paspalum orbiculatum
- Paspalum oteroi
- Paspalum ovale
- Paspalum pallens
- Paspalum pallidum
- Paspalum palmeri
- Paspalum palustre
- Paspalum paniculatum
- Paspalum parviflorum
- Paspalum pauciciliatum
- Paspalum paucifolium
- Paspalum peckii
- Paspalum pectinatum
- Paspalum penicillatum
- Paspalum petilum
- Paspalum petrense
- Paspalum petrosum
- Paspalum phyllorhachis
- Paspalum pictum
- Paspalum pilgerianum
- Paspalum pilosum
- Paspalum pisinnum
- Paspalum planum
- Paspalum plenum
- Paspalum pleostachyum
- Paspalum plicatulum
- Paspalum plowmanii
- Paspalum polyphyllum
- Paspalum praecox
- Paspalum procurrens
- Paspalum prostratum
- Paspalum proximum
- Paspalum psammophilum
- Paspalum pubiflorum
- Paspalum pulchellum
- Paspalum pumilum
- Paspalum pygmaeum
- Paspalum quadrifarium
- Paspalum quarinii
- Paspalum racemosum
- Paspalum ramboi
- Paspalum reclinatum
- Paspalum rectum
- Paspalum redondense
- Paspalum reduncum
- Paspalum redundans
- Paspalum regnellii
- Paspalum remotum
- Paspalum repens
- Paspalum reptatum
- Paspalum restingense
- Paspalum reticulinerve
- Paspalum riedelii
- Paspalum rigidifolium
- Paspalum riparium
- Paspalum rocanum
- Paspalum rottboellioides
- Paspalum rufum
- Paspalum rugulosum
- Paspalum rupestre
- Paspalum rupium
- Paspalum saccharoides
- Paspalum saugetii
- Paspalum saurae
- Paspalum scalare
- Paspalum schultesii
- Paspalum scrobiculatum
- Paspalum scutatum
- Paspalum serpentinum
- Paspalum setaceum
- Paspalum simplex
- Paspalum sodiroanum
- Paspalum soukupii
- Paspalum sparsum
- Paspalum squamulatum
- Paspalum standleyi
- Paspalum stellatum
- Paspalum strigosum
- Paspalum subciliatum
- Paspalum subfalcatum
- Paspalum subsesquiglume
- Paspalum supinum
- Paspalum telmatum
- Paspalum tenellum
- Paspalum thunbergii
- Paspalum tillettii
- Paspalum tinctum
- Paspalum tolucense
- Paspalum trachycoleon
- Paspalum trianae
- Paspalum trichophyllum
- Paspalum trichotomum
- Paspalum trinii
- Paspalum tuberosum
- Paspalum tumidum
- Paspalum turriforme
- Paspalum umbrosum
- Paspalum unispicatum
- Paspalum urbanianum
- Paspalum urvillei
- Paspalum usteri
- Paspalum uyucense
- Paspalum vaginatum
- Paspalum validum
- Paspalum vallsii
- Paspalum variabile
- Paspalum venezuelanum
- Paspalum virgatum
- Paspalum virletii
- Paspalum volcanense
- Paspalum wrightii
- Paspalum zuloagae